# Weingut Högl
Das Weingut Högl in Spitz ist ein österreichisches Weingut im Weinbaugebiet Wachau in Niederösterreich.
Das Weingut liegt vier Kilometer westlich von Spitz im Gemeindeteil Viessling im Spitzer Graben, wo sich auch die meisten Rieden auf Terrassenlagen, Steilterrassen auf Trockensteinmauern, befinden. Geleitet wird der Betrieb seit 1995 von Josef Högl, der von F. X. Pichler und Franz Prager ausgebildet wurde. Die Rebfläche beträgt 7,5 Hektar, ausschließlich bestockt mit weißen Rebsorten. Es dominieren mit je 40 % Grüner Veltliner und Rheinriesling, die weiteren Sorten sind Chardonnay, Gelber Muskateller und Sauvignon Blanc. Die bekanntesten Weine sind der Grüne Veltliner Lage Schön und die Rheinrieslinge aus den Lagen Loibenberg und Bruck. Das Weingut ist Mitglied der Vereinigung Vinea Wachau Nobilis Districtus.